# Чэнь Хун (софтболистка)
Чэнь Хун (кит. упр. 陈红; род. 28 февраля 1970, Пекин) — китайская софтболистка. Серебряный призёр летних Олимпийских игр 1996 года, двукратная чемпионка летних Азиатских игр 1994 и 1998 годов.

## Биография
Чэнь Хун родилась 28 февраля 1970 года в китайском городе Пекин.
В составе женской сборной Китая дважды выигрывала золотые медали софтбольных турниров летних Азиатских игр: в 1994 году в Хиросиме и в 1998 году в Бангкоке.
В 1996 году вошла в состав женской сборной Китая по софтболу на летних Олимпийских играх в Атланте и завоевала серебряную медаль. Провела 10 матчей.